# Enslavement of Beauty
Enslavement of Beauty é uma banda de black metal sinfônico da Noruega formada em 1995 por Ole Alexander Myrholt (vocal) e Tony Eugene Tunheim (guitarra).
A banda combina instrumentos sintetizados com guitarras e vocal gutural, típico das bandas de black metal. As instrumentalizações são bem orquestrais, ricas, intensas. As letras geralmente misturam temas envolvendo sexo, amor e suas músicas consistem em rimas poéticas rápidas, declamadas com raiva/tristeza. A poesia é inspirada em Edgar Allan Poe, William Shakespeare e Marquês de Sade.

## História
Com a demo Devilry and Temptation, gravada em 1998, a banda atraiu a atenção da gravadora norueguesa Head Not Found. Através da mesma foi lançado em 1999 o álbum Traces o' Red. A sonoridade do grupo é influenciada por bandas como Cradle of Filth, Dimmu Borgir e Children of Bodom.
Em 2001 é lançado o segundo álbum: Megalomania, onde participaram os músicos Asgeir Mickelson (bateria), Hans-Aage Holmen (baixo) e Julie Johnson (vocal).
O terceiro disco, Mere Contemplations, saiu em 2007 pela gravadora INRI Unlimited. Em 2009 foi lançado o último trabalho; The Perdition, um EP com seis músicas.

## Membros
- Ole Alexander Myrholt (letras, vocal)
- Tony Eugene Tunheim (guitarras, teclados e composição)

## Discografia
- Devilry and Temptation (1998) - demo
- Traces O' Red (1999)
- Megalomania (2001)
- Mere Contemplations (2007)